# Starhawk
Starhawk, rodným jménem Miriam Simons, (* 17. června 1951) je americká spisovatelka, aktivistka, duchovní učitelka a zakladatelka novopohanského feministického hnutí Reclaiming. Ideově je Starhawk ukotvena ve feminismu, environmentalismu, anarchismu a hnutí sociální spravedlnosti.

## Mládí a vzdělání
Narodila se jako Miriam Simons 17. června 1951 v Saint Paul, Minnesota jako dcera Jacka a Berthy Simosových a byla vychována jako židovka. Studovala na University of California, Los Angeles, kde v roce 1972 získala titul B. A. se specializací na umění. V letech 1978 až 1980 se Starhawk věnovala vyučování a psaní scénářů pro průmyslové výukové filmy. V roce 1982 získala titul M. A. na Antioch West University z programu feministické terapie kombinovaného s ženskými studiemi a psychologií. 22. ledna 1977 se vdala za Edwina W. Rahsmana. Identifikuje se jako bisexuálka.
Starhawk se také stala členkou Institute for Culture and Creation Spirituality na katolické Holy Names University. Do této pozice byla jmenována zakladatelem institutu, dominikánským knězem Matthewem Foxem, jež vytvořil teologické hnutí Creation Spirituality, jehož cílem je zaměřit křesťanství z důrazu na vykoupení na důraz na stvoření. Podle katolického novináře Johna L. Allena Jr. bylo jmenování Starhawk jedním z důvodů vyloučení Foxe z dominikánského řádu.

## Dílo
S moderním čarodějnictvím se Starhawk seznámila během studií v Los Angeles, kde se stýkala například se Sarou Cunnigham a Zsuzsannou Budapest, po svém přestěhování do San Francisca se stala žačkou Victora a Cory Andersonových, zakladatelů čarodějnické tradice Feri. V San Franciscu také počala pořádat worshopy pro ženy zaměřené na fotografii, psaní, poesii a feminismus, společně se svými studenty čarodějnictví z Bay Area Center for Alternative Education z let 1975 až 1977 založila svůj první coven. Později založila čistě ženský coven Honeysuckle. V roce 1975 se stala jedním ze zakladatelů Covenant of the Goddess a v následujících dvou letech byla jeho prezidentkou. V roce 1980 byla s jednou zakladatelek Reclaiming: A Center for Feminist Spirituality and Counseling „Znovuzískání: centrum pro feministickou spiritualitu a poradenství“ v kalifornském Berkeley, kolektivu jež nabízel vyučování, workshopy, veřejné rituály a soukromé poradenství v duchu hnutí Bohyně.
Svoji první a nejznámější knihu The Spiral Dance: a Rebirth of the Ancient Religion of the Great Goddess vydala 31. října 1979 a popsala ji jako „přehled vzestupu, potlačení a současného znovuobjevení Starého náboženství Bohyně, předkřesťanského náboženství známého jako Pohanství, Wicca nebo Čarodějnictví“. V roce 1982 vydala své další významnou knihu Dreaming the Dark „Snění temnoty“.